# Elk (rivière, Colombie-Britannique)
Pour les articles homonymes, voir Elk.
L’Elk (Elk River) est un cours d'eau de 220 kilomètres en Colombie-Britannique au Canada. Prenant sa source aux lacs Elk dans les montagnes Rocheuses, il se jette dans la Kootenay, un affluent du fleuve Columbia.